# Slag bij Concón

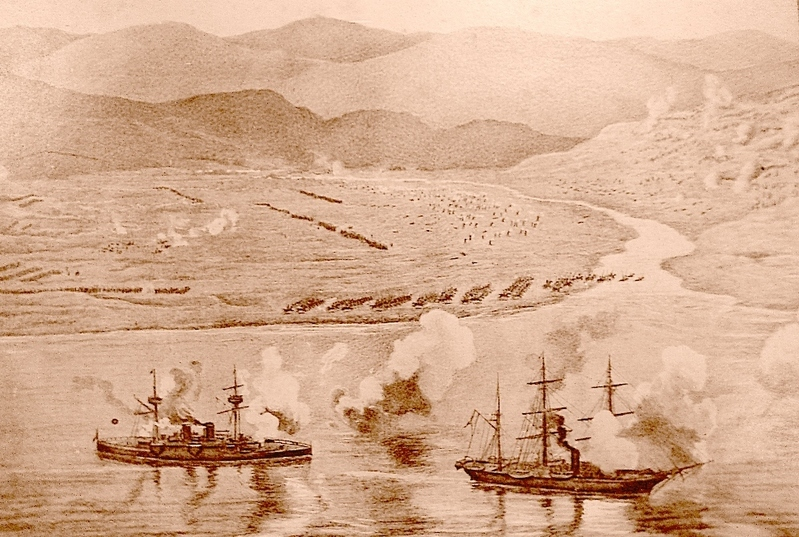
De Esmeralda en de O'Higgins bombarderen de regeringstroepen die gelegerd zijn op de zuidelijke oever van de Aconcagua tijdens de Slag bij Concón

De Slag bij Concón vond op 21 augustus 1891 plaats tijdens de Chileense Burgeroorlog.

## Verloop
Om te voorkomen dat het opstomende rebellenleger onder kolonel Estanislao del Canto de havenstad Valparaíso zouden innemen, verschansten de regeringstroepen onder generaal Orozimbo Barbosa en diens adjudant, kolonel José Miguel Alcérreca, zich op zuidelijke oever van de Aconcagua vlak bij de monding van de rivier – de baai van Concón. Om Valparaíso te bereiken zouden de rebellen de rivier moeten oversteken. De rebellen beschikten over 9200 manschappen, het regeringsleger beschikte over 8000 mannen. De rebellen konden daarnaast rekenen op de steun van de korvet O'Higgins en de kruiser Esmeralda, die zich ophielden aan de monding van de Aconcagua.
De rebellen sloegen op 20 augustus hun kamp op bij de noordelijke oever van de Aconcagua. Die nacht bleef het rustig en geen van de partijen ging in de aanval. Om zeven uur 's ochtends begon het rebellenleger met het oversteken van de rivier. Ze kregen daarbij dekking van het kanonnenvuur van de O'Higgins en Esmeralda. De regeringstroepen zetten direct de tegenaanval in. In de vijf uur durende strijd leden beide kampen grote verliezen, maar uiteindelijk kwamen de rebellen als winnaars uit de strijd. Veel militairen van het regeringsleger liepen over naar de rebellen en de restanten van het regeringsleger trokken zich allerijl terug in de richting van Valparaíso. Omdat de regeringstroepen zich wanordelijk terugtrokken lieten zij veel wapentuig, zoals geweren en munitie achter die in handen van de rebellen vielen.
Nadat de rebellen de Aconcagua waren overgestoken, rukten zij verder op. Hun bedoeling was om Valparaíso, dat niet alleen de belangrijkste haven van het land was, maar ook de tweede stad van Chili, zo spoedig mogelijk in te nemen. De opmars werd echter gestuit toen het regeringsleger werd versterkt door militairen die uit het zuiden per spoor werden aangevoerd. Zij maakten zich klaar voor de strijd bij de huidige stad Viña del Mar.

## Galerij

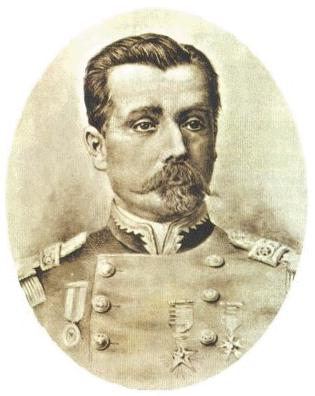
Kolonel Estanislao del Canto, bevelhebber van de rebellen
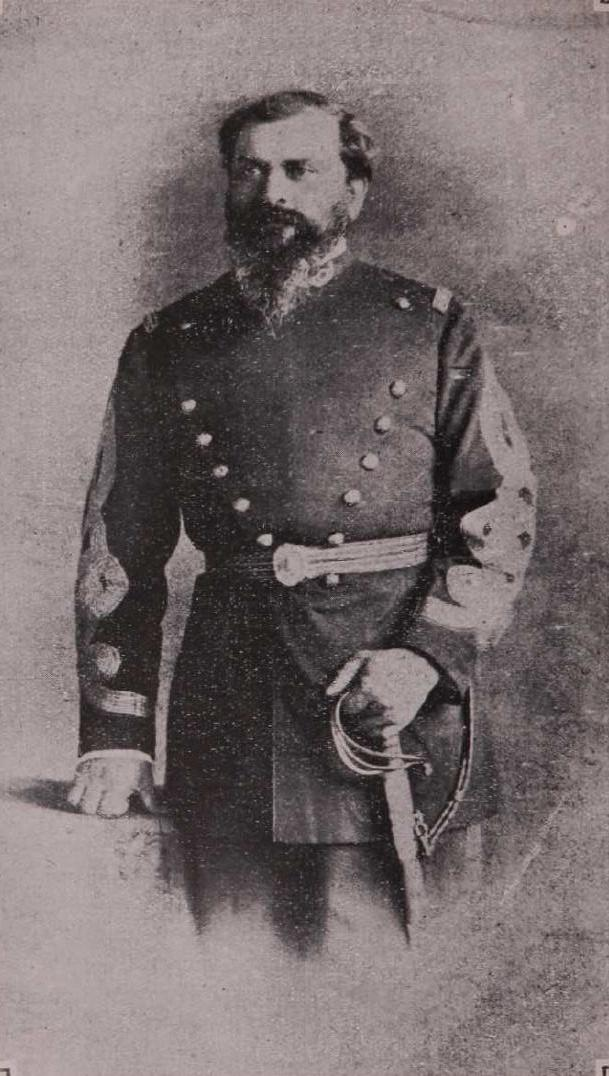
Generaal Orozimbo Barbosa, bevelhebber van het regeringsleger
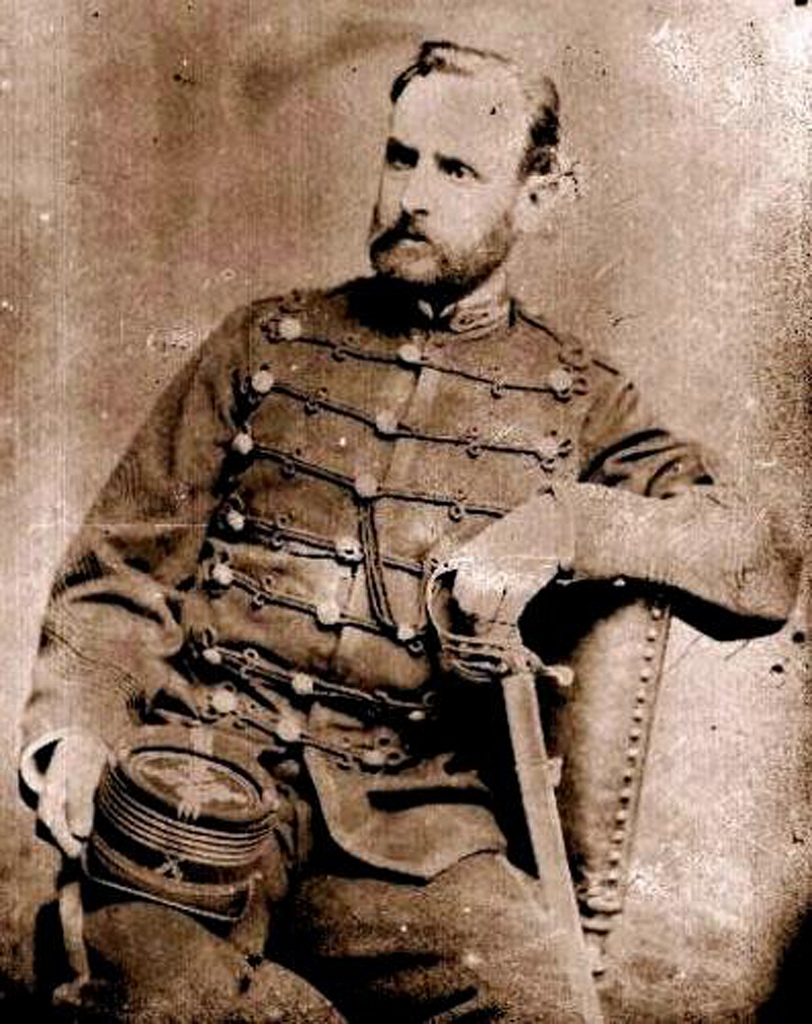
Kolonel José Miguel Alcérreca, adjudant van Barbosa
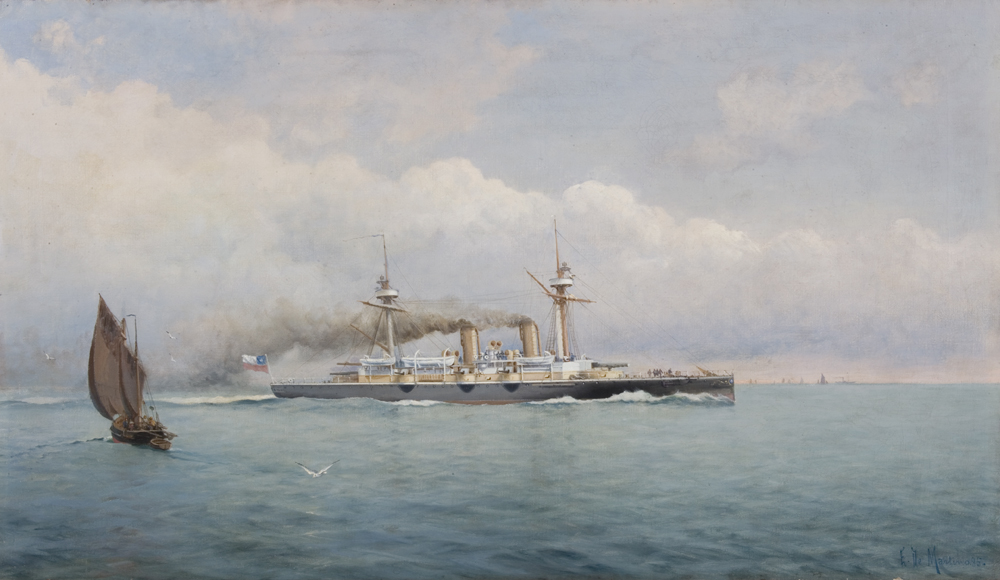
Kruiser Esmeralda
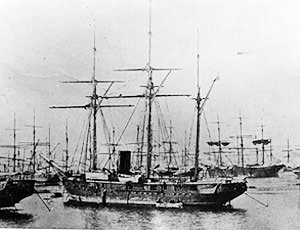
Korvet Chacabuco
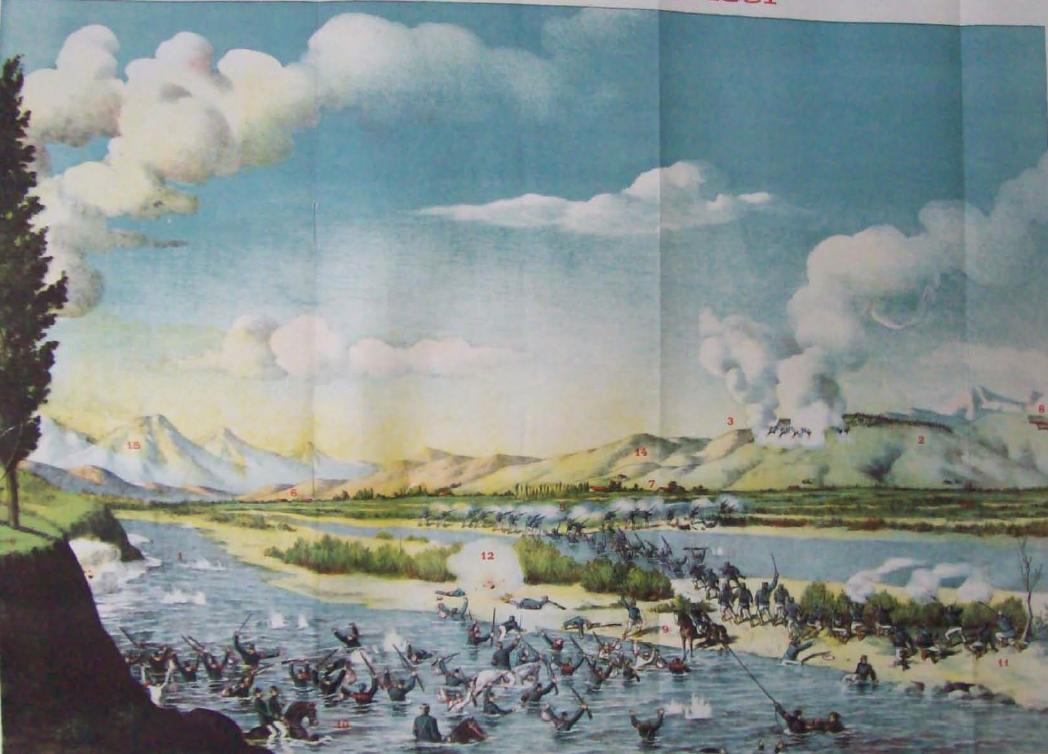
Rebellen steken de Aconcagua over.

## Overige literatuur
- Hugo Kunz: Der Bürgerkrieg in Chile: mit Porträts, Karten und Plänen. F. A. Brockhaus, Leipzig 1892, pp. 105-115

Zapiga · Alto Hospicio · Punitaqui · Pisagua · Dolores · Huara · Aduana Iquique · Itata-incident · Pozo Almonte · Valparaíso · Caldera · Vallenar · Slachting bij Lo Cañas · Concón · Viña del Mar · Placilla · Baltimorecrisis